# Hvitsten
59°35′52.5″N 10°39′16.1″Ø / 59.597917°N 10.654472°Ø
Hvitsten er en norsk, lille, pitoresk landsby med hvidmalede træhuse, tidligere ladested i Vestby kommune i Viken fylke. Der er omkring 350 indbyggere. Hvitsten ligger ved østsiden af Oslofjorden, omtrent midtvejs mellem Drøbak og Son. Tidligere var Hvitsten en vigtig havn for forsendelse af tømmer til Holland og is til England.
Mange kendte norske kunstnere har boet i Hvitsten, for eksempel forfatteren Sigrid Undset og kunstmalerne Theodor Kittelsen, Oscar Wergeland, Edvard Munch og Christian Krohg. Skibsrederiet Fred Olsen har oprindelse i Hvitsten og familien har sat deres præg på landsbyen.
Stedet har to populære strande, Hvitsten strand og Emmerstadbukta, begge et par kilometer syd for centrum.